# Hammarbyhöjden (metropolitana di Stoccolma)
Hammarbyhöjden è una stazione della metropolitana di Stoccolma.
È ubicata presso l'omonimo quartiere, a sua volta compreso nella circoscrizione di Skarpnäck. Si trova sul tracciato della linea verde T17 della rete metroviaria locale, tra le fermate Skärmarbrink e Björkhagen.
Aprì ufficialmente in data 17 aprile 1958, ricoprendo il ruolo di capolinea fino al 19 novembre 1958.
La piattaforma, situata in superficie su un cavalcavia, è accessibile da due entrate distinte: una è posizionata fra le piazza Finn Malmgrens plan e Tidaholmsplan, l'altra è ubicata sulla via Ulricehamnsvägen. Ciascuno dei due ingressi dispone di una propria biglietteria.
La stazione è stata progettata dall'architetto Magnus Ahlgren, mentre l'artista Tom Möller nel 1958 vi apportò contributi artistici decorativi.
L'utilizzo medio quotidiano durante un normale giorno feriale è pari a 4.300 persone circa.

## Tempi di percorrenza
| Linea | Capolinea | Tempo     | Stazione                                                 | Tempo                          |
| T17   | Åkeshov   | 33-34 min | Skärmarbrink Gullmarsplan Slussen Gamla stan T-Centralen | 2 min 4 min 8 min 9 min 13 min |
| T17   | Skarpnäck | 8 min     | Skärmarbrink Gullmarsplan Slussen Gamla stan T-Centralen | 2 min 4 min 8 min 9 min 13 min |